# Gran Premio motociclistico di Germania 1977
Il Gran Premio motociclistico di Germania fu il terzo appuntamento del motomondiale 1977.
Si svolse l'8 maggio 1977 ad Hockenheim, e corsero tutte le classi, in una gara caratterizzata dalla pioggia.
In 500 la lotta si restrinse a Barry Sheene e Giacomo Agostini, fino al ritiro di "Ago" per un grippaggio. Il pluricampione italiano si rifece in 350, dove arrivò secondo dietro a Takazumi Katayama (entrambi in sella a una Yamaha tre cilindri costruita dalla filiale europea della Casa dei tre diapason su iniziativa di Kent Andersson e Rudi Kurth).
Christian Sarron ottenne la sua prima vittoria iridata nella gara della 250, battendo in volata la Kawasaki ufficiale del giapponese Akihiko Kiyohara.
Facile vittoria di Pier Paolo Bianchi in 125.
Herbert Rittberger vinse in 50, agevolato dalla caduta di Ángel Nieto.
Nei sidecar vittoria per Rolf Biland.

## Classe 500

### Arrivati al traguardo
| Pos | Pilota              | Moto   | Tempo     | Punti |
| --- | ------------------- | ------ | --------- | ----- |
| 1   | Barry Sheene        | Suzuki | 45' 36" 1 | 15    |
| 2   | Pat Hennen          | Suzuki | +9" 6     | 12    |
| 3   | Steve Baker         | Yamaha | +18" 2    | 10    |
| 4   | Steve Parrish       | Suzuki | +27" 4    | 8     |
| 5   | Philippe Coulon     | Suzuki | +27" 9    | 6     |
| 6   | Wil Hartog          | Suzuki | +48" 4    | 5     |
| 7   | Marco Lucchinelli   | Suzuki | +51" 4    | 4     |
| 8   | Anton Mang          | Suzuki | +1' 10" 3 | 3     |
| 9   | Max Wiener          | Yamaha | +1' 13" 2 | 2     |
| 10  | Boet van Dulmen     | Suzuki | +1' 14" 3 | 1     |
| 11  | Stu Avant           | Suzuki | +1' 14" 6 |       |
| 12  | Gianfranco Bonera   | Suzuki | +1' 38" 4 |       |
| 13  | Jack Findlay        | Suzuki | +1' 50"   |       |
| 14  | Alex George         | Suzuki | +1' 55" 9 |       |
| 15  | John Newbold        | Suzuki | +2' 43" 5 |       |
| 16  | Helmut Kassner      | Suzuki | +1 Giro   |       |
| 17  | Børge Nielsen       | Suzuki | +1 Giro   |       |
| 18  | Franz Rau           | Suzuki | +1 Giro   |       |
| 19  | Franz Heller        | Suzuki | +1 Giro   |       |
| 20  | Harald Merkl        | Suzuki | +1 Giro   |       |
| 21  | Jean-Philippe Orban | Suzuki |           |       |
| 22  | John Weeden         | Yamaha |           |       |
| 23  | Kaj Jensen          | Yamaha |           |       |
| 24  | Johannes Klement    | Yamaha |           |       |
| 25  | Bosse Granath       | Suzuki |           |       |
| 26  | Lars Johansson      | Yamaha |           |       |
| 27  | Hervé Regout        | Yamaha |           |       |
| 28  | Hans Braumandl      | Suzuki |           |       |
| 29  | Peter Sjöström      | Yamaha |           |       |
| 30  | Virginio Ferrari    | Suzuki |           |       |

### Ritirati
| Pilota            | Moto   | Giri |
| ----------------- | ------ | ---- |
| Teuvo Länsivuori  | Suzuki | 11   |
| Leslie Van Breda  | Suzuki | 6    |
| Giacomo Agostini  | Yamaha | 4    |
| Michel Rougerie   | Suzuki | 3    |
| John Williams     | Suzuki | 2    |
| Christian Estrosi | Suzuki | 2    |
| Nico Cereghini    | Suzuki | 2    |
| Armando Toracca   | Suzuki | 1    |

### Non qualificati
| Pilota              | Moto            |
| ------------------- | --------------- |
| Christoph Bürki     | Suzuki          |
| Pier Aldo Cipriani  | Paton           |
| Hohl                | König           |
| Hans-Otto Butenuth  | Yamaha          |
| Begert              | König           |
| Jürgen Zeddel       | Harley Davidson |
| Dudley Robinson     | Suzuki          |
| Harry Hoffman       | Suzuki          |
| Jean-François Baldé | Fath            |

## Classe 350
45 piloti alla partenza, 30 al traguardo.

### Arrivati al traguardo
| Pos | Pilota             | Moto      | Tempo     | Punti |
| --- | ------------------ | --------- | --------- | ----- |
| 1   | Takazumi Katayama  | Yamaha    | 48' 28" 8 | 15    |
| 2   | Giacomo Agostini   | Yamaha    | +15" 1    | 12    |
| 3   | Olivier Chevallier | Yamaha    | +15" 5    | 10    |
| 4   | Alan North         | Yamaha    | +18" 9    | 8     |
| 5   | Philippe Bouzanne  | Yamaha    | +35" 5    | 6     |
| 6   | Tom Herron         | Yamaha    | +42" 8    | 5     |
| 7   | Walter Villa       | Bimota-HD | +47"      | 4     |
| 8   | Christian Sarron   | Yamaha    | +52" 9    | 3     |
| 9   | Michel Rougerie    | Yamaha    | +57" 4    | 2     |
| 10  | Pekka Nurmi        | Yamaha    | +1' 00" 7 | 1     |
| 11  | Helmut Kassner     | Yamaha    | +1' 10" 2 |       |
| 12  | Bruno Kneubühler   | Yamaha    | +1' 10" 5 |       |
| 13  | Ian Richards       | Yamaha    | +1' 18" 1 |       |
| 14  | John Newbold       | Yamaha    | +1' 18" 6 |       |
| 15  | Edi Stöllinger     | Yamaha    | +1' 29" 7 |       |

## Classe 250
45 piloti alla partenza, 27 al traguardo.

### Arrivati al traguardo
| Pos | Pilota           | Moto      | Tempo     | Punti |
| --- | ---------------- | --------- | --------- | ----- |
| 1   | Christian Sarron | Yamaha    | 49' 33" 0 | 15    |
| 2   | Akihiko Kiyohara | Kawasaki  | +0" 1     | 12    |
| 3   | Franco Uncini    | Bimota-HD | +45" 3    | 10    |
| 4   | Vinicio Salmi    | Yamaha    | +1' 00" 5 | 8     |
| 5   | Pekka Nurmi      | Yamaha    | +1' 02" 5 | 6     |
| 6   | Kork Ballington  | Yamaha    | +1' 02" 7 | 5     |
| 7   | Tom Herron       | Yamaha    | +1' 02" 9 | 4     |
| 8   | Aldo Nannini     | Yamaha    | +1' 07" 1 | 3     |
| 9   | Alan North       | Yamaha    | +1' 27" 2 | 2     |
| 10  | Barry Ditchburn  | Kawasaki  | +1' 43" 5 | 1     |
| 11  | Michel Frutschi  | Yamaha    | +1' 46" 8 |       |
| 12  | Edi Stöllinger   | Yamaha    | +1' 56" 5 |       |
| 13  | Vic Soussan      | Yamaha    | +2' 07" 5 |       |
| 14  | Harald Merkl     | Yamaha    | +2' 31" 5 |       |
| 15  | Egid Schwemmer   | Yamaha    | +1 giro   |       |

## Classe 125
46 piloti alla partenza, 26 al traguardo.

### Arrivati al traguardo
| Pos | Pilota             | Moto       | Tempo     | Punti |
| --- | ------------------ | ---------- | --------- | ----- |
| 1   | Pier Paolo Bianchi | Morbidelli | 48' 41" 1 | 15    |
| 2   | Eugenio Lazzarini  | Morbidelli | +16" 6    | 12    |
| 3   | Anton Mang         | Morbidelli | +51" 5    | 10    |
| 4   | Giovanni Ziggiotto | Morbidelli | +51" 8    | 8     |
| 5   | Gert Bender        | Bender     | +1' 22" 1 | 6     |
| 6   | Ángel Nieto        | Bultaco    | +1' 22" 8 | 5     |
| 7   | Hans Müller        | Morbidelli | +1' 30" 2 | 4     |
| 8   | Rolf Blatter       | Morbidelli | +2' 02" 5 | 3     |
| 9   | Jan Huberts        | Morbidelli | +2' 03" 4 | 2     |
| 10  | Matti Kinnunen     | Morbidelli | +2' 06" 1 | 1     |
| 11  | Hans Hallberg      | Morbidelli | +2' 09" 7 |       |
| 12  | Xaver Tschannen    | Bender     | +2' 45" 6 |       |
| 13  | Manfred Kugler     | Morbidelli | +2' 47" 2 |       |
| 14  | Ernst Fagerer      | Morbidelli | +2' 50" 8 |       |
| 15  | Patrick Plisson    | Morbidelli | +4' 00" 0 |       |

## Classe 50
46 piloti alla partenza, 26 al traguardo.

### Arrivati al traguardo
| Pos | Pilota             | Moto     | Tempo     | Punti |
| --- | ------------------ | -------- | --------- | ----- |
| 1   | Herbert Rittberger | Kreidler | 35' 16" 7 | 15    |
| 2   | Eugenio Lazzarini  | Kreidler | +4" 3     | 12    |
| 3   | Ángel Nieto        | Bultaco  | +42" 3    | 10    |
| 4   | Hans-Jürgen Hummel | Kreidler | +1' 17" 8 | 8     |
| 5   | Aldo Pero          | Kreidler | +1' 53" 5 | 6     |
| 6   | Hagen Klein        | Kreidler | +2' 10" 2 | 5     |
| 7   | Patrick Plisson    | ABF      | +2' 33" 7 | 4     |
| 8   | Engelbert Kip      | Kreidler | +2' 42" 4 | 3     |
| 9   | Ingo Emmerich      | Kreidler | +3' 01"   | 2     |
| 10  | Jacky Hutteau      | ABF      | +3' 13" 1 | 1     |
| 11  | Ricardo Tormo      | Bultaco  | +1 giro   |       |
| 12  | Lennart Lundgren   | Kreidler | +1 giro   |       |
| 13  | Klaus Hilbk        | Kreidler | +1 giro   |       |
| 14  | Bruno di Carlo     | Kreidler | +1 giro   |       |
| 15  | Kasimir Rapczynski | Kreidler | +1 giro   |       |

## Classe sidecar
Per le motocarrozzette si trattò della 171ª gara effettuata dall'istituzione della classe nel 1949; si sviluppò su 18 giri, per una percorrenza di 122,202 km.
Pole position di Rolf Biland/Williams (Seymaz-Yamaha) in 2' 27"; giro più veloce di Rolf Biland/Williams (Seymaz-Yamaha) in 2' 36" 3.
30 equipaggi alla partenza, 15 al traguardo.

### Arrivati al traguardo
| Pos | Pilota            | Passeggero         | Moto          | Tempo     | Punti |
| --- | ----------------- | ------------------ | ------------- | --------- | ----- |
| 1   | Rolf Biland       | Williams           | Schmid-Yamaha | 52' 34" 5 | 15    |
| 2   | Max Venus         | Norbert Bittermann | Eckl-König    | +28" 4    | 12    |
| 3   | George O'Dell     | Kenny Arthur       | Windle-Yamaha | +43" 1    | 10    |
| 4   | Bruno Holzer      | Karl Meierhans     | LCR-Yamaha    | +58" 2    | 8     |
| 5   | Helmut Schilling  | Rainer Gundel      | Schmid-Yamaha | +59" 7    | 6     |
| 6   | Rolf Steinhausen  | Josef Huber        | Busch-König   | +1' 16" 8 | 5     |
| 7   | Alain Michel      | Gérard Lecorre     | GEP-Yamaha    | +1' 48" 3 | 4     |
| 8   | Siegfried Schauzu | Hartmut Schimanski | Schmid-Yamaha | +1' 54" 6 | 3     |
| 9   | Ted Jansen        | Erich Schmitz      | Colyam-Yamaha | +2' 06" 2 | 2     |
| 10  | Kurt Jelonek      | Volker Rieß        | König         | +1 giro   | 1     |

## Fonti e bibliografia
- (EN) Chris Carter (a cura di), Motocourse 1977-78, Richmond, Surrey, Hazleton Securities Ltd, 1977,  p. 67, ISBN 0-905138-04-X.